# Antillophos
Genre
Antillophos est un genre de mollusques gastéropodes marins de la famille des Nassariidae.

## Liste d'espèces
Selon World Register of Marine Species (22 févr. 2012) :
- Antillophos alabastrum (Fraussen, 2003)
- Antillophos armillatus Fraussen & Poppe, 2005
- Antillophos bahamensis Petuch, 2002
- Antillophos bathyketes (Watson, 1882)
- Antillophos bayeri Petuch, 1987
- Antillophos beaui (Fischer & Bernardi, 1860)
- Antillophos borneensis (G.B. Sowerby, 1859)
- Antillophos boucheti (Fraussen, 2003)
- Antillophos brigitteae Stahlschmidt & Fraussen, 2009
- Antillophos candeanus (d’Orbigny, 1842)
- Antillophos chazaliei (Dautzenberg, 1900)
- Antillophos dedonderi Fraussen & Poppe, 2005
- Antillophos deprinsi Fraussen & Poppe, 2005
- Antillophos durianoides Fraussen & Poppe, 2005
- Antillophos elegans (Guppy, 1866)
- Antillophos elegantissimus (Hayashi & Habe, 1965)
- Antillophos fasciatus (A. Adams, 1853)
- Antillophos freemani Petuch, 2002
- Antillophos gemmulifer (Kilburn, 2000)
- Antillophos grateloupianus (Petit de la Saussaye, 1853)
- Antillophos hastilis Fraussen & Poppe, 2005
- Antillophos hayashii (Shikama, 1977)
- Antillophos hirasei (G.B. Sowerby III, 1913)
- Antillophos idyllium Fraussen & Poppe, 2005
- Antillophos intactus Fraussen & Poppe, 2005
- Antillophos laevis (Kuroda & Habe in Habe, 1961)
- Antillophos lucubratonis Fraussen & Poppe, 2005
- Antillophos makiyamai (Kuroda, 1961)
- Antillophos miculus Fraussen & Poppe, 2005
- Antillophos minutus (Schepman, 1911)
- Antillophos monsecourorum Fraussen & Poppe, 2005
- Antillophos naucratoros (Watson, 1882)
- Antillophos nigroliratus (Habe, 1961)
- Antillophos nitens (G.B. Sowerby III, 1901)
- Antillophos opimus Fraussen & Poppe, 2005
- Antillophos oxyglyptus (Dall & Simpson, 1901)
- Antillophos pyladeum (Kato, 1995)
- Antillophos retecosus (Hinds, 1844)
- Antillophos roseatus (Hinds, 1844)
- Antillophos rufocinctus (A. Adams, 1851)
- Antillophos scitamentus Fraussen & Poppe, 2005
- Antillophos smithi (Watson, 1886)
- Antillophos tsokobuntodis Fraussen & Poppe, 2005
- Antillophos usquamaris Fraussen, 2005
- Antillophos varicosus (Gould, 1849)
- Antillophos veraguensis (Hinds, 1843)
- Antillophos verbinneni Fraussen, 2009
- Antillophos verriculum Watters, 2009
- Antillophos virginiae (Schwengel, 1942)